# BareNaked (canção)
"BareNaked" é o primeiro single e faixa-título do quarto álbum da cantora e atriz Jennifer Love Hewitt. Foi a canção do álbum a fazer mais sucesso, atingindo a posição #6 na Austrália.
A canção foi incluída duas vezes na série de Love Hewitt, Ghost Whisperer, nos episódios "The Vanishing" (1×20) e "The Collector" (2×20). No Brasil, o clipe ganhou bastante rotatividade na MTV e a música fez parte da trilha-sonora da novela Sabor da Paixão.

## Faixas
1. "BareNaked" (album version)
2. "BareNaked" (radio version)
3. "First Time" (album version)
4. "Rock the Roll" (album version)

## Desempenho nas paradas musicais
| Parada (2002)                   | Posição |
| ------------------------------- | ------- |
| Australian ARIA Singles Chart   | 6       |
| New Zealand RIANZ Singles Chart | 26      |
| Dutch Singles Chart             | 73      |
| US Billboard Top 40 Mainstream  | 25      |
| US Billboard Adult Top 40       | 31      |
| US Billboard Hot 100            | 124     |